# 維克多·拿破崙
拿破崙五世（法語：Napoleon V），即維克多·拿破崙（法語：Victor Napoleon，1862年7月18日—1926年5月3日），全名維克多·熱羅姆·弗雷德里克·波拿巴（法語：Victor Jérôme Frédéric Bonaparte），是法國拿破崙家族的後裔，拿破崙-熱羅姆·波拿巴之子，西發利亞國王熱羅姆·波拿巴之孫，在1876年到1926年間被波拿巴黨尊為波拿巴王朝（拿破崙家族）的族長，稱拿破崙五世（法語：Napoleon V）。
| 前任 拿破仑四世 | 拿破崙家族之主 | 继任 拿破崙六世 |